# U.S. National Championships 1903 - Singolare femminile
Elisabeth Moore ha battuto nel challenge round la detentrice del titolo Marion Jones con il punteggio di 7–5, 8–6.

## Tabellone

### Legenda
| - Q = Qualificato - WC = Wild card - LL = Lucky loser | - ALT = Alternate - SE = Special Exempt - PR = Protected Ranking | - w/o = Walkover - r = Ritirato - d = Squalificato |

### Challenge round
|  | Finale          |                 |                 |   |   |  |
|  |                 |                 |                 |   |   |  |
|  | Elisabeth Moore | Elisabeth Moore | Elisabeth Moore | 7 | 8 |  |
|  | Marion Jones    | Marion Jones    | Marion Jones    | 5 | 6 |  |

### Torneo sfidanti
|  | Primo turno          | Primo turno          | Primo turno          | Primo turno | Primo turno |  |  | Semifinali           | Semifinali           | Semifinali           | Semifinali   | Semifinali   |   |   | Finale          | Finale          | Finale          | Finale | Finale |  |
|  |                      |                      |                      |             |             |  |  |                      |                      |                      |              |              |   |   |                 |                 |                 |        |        |  |
|  | Elizabeth Moore      | Elizabeth Moore      | Elizabeth Moore      | 6           | 6           |  |  |                      |                      |                      |              |              |   |   |                 |                 |                 |        |        |  |
|  | Miriam Hall          | Miriam Hall          | Miriam Hall          | 1           | 3           |  |  | Elizabeth Moore      | Elizabeth Moore      | Elizabeth Moore      | 6            | 6            |   |   |                 |                 |                 |        |        |  |
|  | Marjorie Oberteuffer | Marjorie Oberteuffer | Marjorie Oberteuffer | 6           | 6           |  |  | Marjorie Oberteuffer | Marjorie Oberteuffer | Marjorie Oberteuffer | 0            | 0            |   |   |                 |                 |                 |        |        |  |
|  | Gertrude Fetterman   | Gertrude Fetterman   | Gertrude Fetterman   | 2           | 3           |  |  |                      |                      |                      |              |              |   |   | Elizabeth Moore | Elizabeth Moore | Elizabeth Moore | 6      | 6      |  |
|  | Helen Chapman        | Helen Chapman        | Helen Chapman        | 6           | 8           |  |  |                      |                      | Carrie Neely         | Carrie Neely | Carrie Neely | 2 | 4 |                 |                 |                 |        |        |  |
|  | Corrine Mack         | Corrine Mack         | Corrine Mack         | 1           | 6           |  |  | Carrie Neely         | Carrie Neely         | Carrie Neely         | 6            | 6            |   |   |                 |                 |                 |        |        |  |
|  | Carrie Neely         | Carrie Neely         | Carrie Neely         | 6           | 6           |  |  | Helen Chapman        | Helen Chapman        | Helen Chapman        | 0            | 1            |   |   |                 |                 |                 |        |        |  |
|  | Clara T. Chase       | Clara T. Chase       | Clara T. Chase       | 0           | 1           |  |  |                      |                      |                      |              |              |   |   |                 |                 |                 |        |        |  |